# Billingberg
Billingberg var en svensk adelsätt som adlades 1683 och introducerades 1686. Ätten är sedan 1742 utslocknad.